# Narodni univerzitet u Vranju
Narodni univerzitet u Vranju je obrazovno-kulturna ustanova koja je osnovana 1955. godine. Svoje aktivnosti realizuje sa 11 zaposlenih. Zgrada Narodnog univerziteta je stara skoro jedan vek.

## Istorija
Donošenjem Zakona o samoupravljanju 1950. godine, a kasnije 1953. i Ustavnog zakona, stvorene su društvene pretpostavke za osnivanje radničkih univerziteta. Ova kulturno-prosvetna ustanova trebalo je da zadovolji one potrebe radničke klase i sveukupnog građanstva koje nisu obuhvatili programi drugih institucija iz oblasti prosvete i kulture. To je bila pre svega, potreba da se radnička klasa obrazuje za rad i samoupravljanje i obezbedi njen kulturni razvoj. Sam čin osnivanja Radničkog univerziteta, prema sačuvanoj dokumentaciji, imao je svečan i radni karakter i označen je kao krupan kulturni događaj u gradu, u kome je učestvovalo 250 ljudi, među kojima su bili u to vreme najistaknutiji učitelji, profesori, lekari, pravnici politički radnici, viđenije zanatlije i ljudi sa sela. 
Na dnevnom redu bila su pitanja: 
1. Uloga i zadaci Radničnog univerziteta
2. Donošenje odluke o osnivanju i usvajanje Statuta Radničnog univerziteta
3. Izbor upravnog odbora i nadzornog odbora.

Voja Stanković predložio je "da se u Vranju osnuje Radnički univerzitet kao neophodna potreba naših radnih ljudi za njihovo ekonomsko, stučno, ideološko-političko i ostalo obrazovanje". Ovako izloženu koncepciju rada Radničkog univerziteta i predlog za njegovo usvajanje u diskusiji su podrzali onda vodeće partijske ličnosti i istaknute ličnosti iz kulturno-prosvetnog života grada. Skupština je jednoglasno odlućila da se osnuje Radnički univerzitet u Vranju. Tekst Statuta predložio je Svetislav Stojanović, a u diskusiji o njemu učestvovali su: Slobodan Palamarević, Asen N., Boža Stojanov, Radisav Stefanović, Dragoljub Stojanović, Milorad Radivojević, Zarije Ilić, Andra Stojanović, Jovica Avramović, Despot Stevanović, Radoje Kočić, Živojin Andjelković i Voja Stanković. Statut je "u načelu usvojen", s tim "da Upravni odbor Radničkog univerziteta precizira i formuliše odredbe čl.7 i 11 predloga Statuta". Tako je osnovan Radnički univerzitet "Moša Pijade" u Vranju, koji će, kasnije kao Javna ustanova Narodni univerzitet uspešno vršiti svoju pedesetogodišnju kulturno-prosvetnu misiju i biti važan činilac opšteg rasta grada i njegove okoline.
Danas, u oblasti obrazovanja radi škola za osnovno obrazovanje odraslih i kursna nastava. U oblasti kulture, ustanova se bavi likovnom delatnošću, priređujue izložbe desetak puta godišnje, a ima i izdavačku delatnost. 

### Zaposleni
Ukupan broj zaposlenih u Narodnom univerzitetom je 11, od kojih je šestoro muškaraca, a pet ženskog pola. Sedmoro zaposlenih ima višu i visoku stručnu spremu, dvoje srednju i dvoje je sa osnovnom školom.

### Programi i projekti
Od svog osnivanja, ustanova je sa uspehom obavljala programske zadatke predstavljajući značajan kulturni centar u opštini Vranje i Pčinjskom okrugu. Narodni univerzitet je dobitnik "Sedmoseptembarske nagrade", najvećeg priznanja grada Vranja, 1979, 1981. i 1998. godine, za postignute rezultate na opismenjavanju i obrazovanju odraslih. 
Obrazovna delatnost Narodnog univerziteta ogleda se u okviru održavanja kurseva stranih jezika - engleski, nemački, italijanski, španski jezik, zatim zanatskih kurseva, kao i kurseva informatike.

## Spoljašnje veze
- Narodni univerzitet Vranje